# Nymphon eltaninae
Nymphon eltaninae är en havsspindelart som beskrevs av Child, C.A. 1995. Nymphon eltaninae ingår i släktet Nymphon och familjen Nymphonidae. Inga underarter finns listade i Catalogue of Life.